# 心灵实体
心灵实体（Mental substance，也称心灵物）这個概念来自二元论及理型论，心物二元論认为心灵是由非物理性的实体构成的。心灵实体通常也指產生意识的事物或自我。

## 不同理論的觀點
從古至今，東方及西方都有許多思想家提出過心靈物這個概念或其他類似的概念。

### 非我論
一些宗教哲學家聲稱原始佛教沒有完全否定自我的存在性，而是在吠陀教教義的基礎上宣揚既不言有亦不言無的中道，宗教學家陳玉璽教授宣稱釋尊既沒有肯定 也沒有否定命梵我的存在性，而是以無我論為破斥神我獨立自存且主宰肉軀一説的策略，陳玉璽教授宣稱非我論更加接近釋尊本人的思想，陳玉璽教授從演化心理學的角度出發，宣稱生物進化到某個階段便會出現自反意識（self-reflective consciousness），他們會開始認為自己是離其他事物而存在的自體，因而產生我執等等，陳玉璽教授宣稱應該被消除的是有身見而不是自我這個概念。陳玉璽教授也宣稱初期佛教所批駁的只是認為本源是能夠在不受因緣限制的情況下產生萬物的実體的本源論 而不是認為萬物有一根基的本原論，故此陳玉璽教授宣稱漢傳佛教的信奉者應該明心見性以認識到自心與佛心是同一的，從而消除我見並在本原中獲得持久的幸福。

### 梵我論
印度教創立者阿迪·商羯羅被不少人稱為假面的佛教徒。商羯羅對關於主體的哲學問題作出了思考，他聲稱梵我是負責觀察事物的思維物，但梵我既不是自己（self），也不是自我（ego），更不是識心或肉軀，原因是自我能夠成為被觀察的廣延物，如果梵我就是自我，那麼梵我就會成為被觀察的對象，但由於一個觀察者不能夠同時是被它自身觀察的對象，因此如果梵我成為被觀察的對象，便會出現誰或甚麼在觀察梵我這個問題，從而陷入無限倒退這一邏輯困境，故此商羯羅聲稱自我只是心智所產生的概念 而不是梵我，但商羯羅也指出如果梵我無法被觀察和分析等等，那麼就沒有方法能夠被用以證明梵我存在，商羯羅藉此表示他認為作為心靈物的梵我超越了心靈，其思想影響了後世的很多哲學家。

### 如來藏我論
大乘佛教的一些信奉者認為《大般湼槃經》提出了如來藏是眾生的佛性這個説法，是為如來藏我，這個佛性就是如來，但與梵我外道所説的被稱為梵天的、化為天地日月的摩醯首羅天不同，如來是不來不去的、非有非無的真如，而無我論只是對治神我論的方法。大乘佛教的不少信奉者也認為婆羅門教在商羯羅的領導下吸收了佛教的部份教義，因而演變為與大乘佛教頗為相似的印度教，但他們亦認為印度教教義仍與大乘佛教教義有不少不同的地方。

### 唯物論
唯物論者认为物質是萬物的始基，人们通常所説的心灵实体本质上都是具物质性的（即大脑）。

### 心物二元論
笛卡尔所提出的著名命题“我思故我在”对心物问题产生了重大影响。他在“第二沉思”（II.8）和《哲学原理》（2.002）中阐述了他所創立的心灵实体相關理论——他称之为思维物（res cogitans），并且將其與广延物（res extensa）区别开来。
笛卡尔对“实体”这个词的定义比通常的看法更精确：实体是某种不依赖于任何其他实体的存在而存在的东西。在不同哲学家那里，“心灵实体”具有不同的特别含义。

### 單子論
在笛卡尔去世之后，莱布尼兹认为，心灵世界是由单子所构成的，它是不属于物质世界的心灵实体（参见《单子论》）。

### 整體論
黑格爾認為笛卡尔所創立的我思故我在論是錯誤的，因為當作為心靈物的「我」在其思考某個客體的時候，才會被假定存在，而當「我」在思考時，實際上已經把他者吸收為「我」的一部份，所以「我」已經變成了被语言象征化后的自我，而且與非自我相依存，故此黑格爾認為作為所謂絕對地與自身為一的主體的「我」並不是實有的，而是在客體被觀察到之後 被人們回溯性地建构的概念。

## 外部連結
- 陳玉璽：從「小我」邁向覺醒之路: 「想」蘊的心理分析 （页面存档备份，存于）